# 十字架二
十字架二（ / 南十字座α）是南十字座內最亮的恆星，也是夜空中第13亮的恆星，視星等0.77。在西方稱為Acrux。
十字架二是出現在澳洲和紐西蘭國旗上的南十字座五顆星中之一，他也出現在巴西國旗上的南十字座內，與旗幟上的26顆星各自分別代表一個州，他代表的是聖保羅州（São Paulo）。
十字架二的位置大約在南緯60°，要在北回歸線以南的地區才能看見。儘管如此，由於地球的晃動，古印度的天文學家稱他為三炫谷（Tri-shanku），古老的印度梵文也以代表吉祥的萬字符號（卍）代表南十字座。在梵文，以意思是非常穩定的Dhruva稱呼北極星，而以意義是不穩定或非常糟糕的Tri-shanku和神話故事來稱呼南十字二，以隱喻其難以捉摸的運動。其實十字架二只是南十字座簡單組合中的一顆星，他是最南邊的一顆亮星，比半人馬座的南門二（半人馬座α）更為偏南。
十字架二是一個距離太陽系320光年遠的三合星系統，但以目視觀測只能分辨出兩顆星。α1和α2之間相距只有4弧秒。α1的光度是1.40等，α2是2.09等，兩顆星都是高溫的B型星（接近O型星），表面溫度分別是28,000和26,000K，個別的亮度分別是太陽的25,000和16,000倍。α1和α2的軌道周期非常長，使得這兩顆星看起來幾乎是靜止不動。由兩顆星最小的距離只有430天文單位估計，軌道周期有1,500年之久，而且可能還會更長。
α1本身還是一顆光譜聯星，兩者的質量分別是太陽的14倍和10倍，以76天的周期在相距1天文單位的距離上互繞。α2和更亮的伴星α1的質量建議這些恆星有一天將會成為超新星。α1比較暗的那一顆伴星，將會成為大質量的白矮星繼續他的餘生。
有一顆距離十字架二三合星系統90弧秒的B型次巨星，可能會對十字架二產生重力上的影響。然而，如果他確實在十字架二的附近，相較於他的光譜類型，光度就顯得太暗了。所以他可能只是一顆光學雙星，與太陽系的距離可能是十字架二的兩倍，也就是與十字架二的距離像太陽系一樣遠。

## 外部連結
- http://jumk.de/astronomie/big-stars/acrux.shtml（页面存档备份，存于）
- http://www.daviddarling.info/encyclopedia/A/Acrux.html（页面存档备份，存于）
- Kaler – Acrux page : http://stars.astro.illinois.edu/sow/acrux.htm%5B%5D